# Кондурџија
Кондурџија или кундурџија (ципелар) је стари назив за мајстора који се бавио израдом обуће. 
Овај назив потиче од грчке речи kodoronos којом је означавана ципела.

## О занату
Занатлијска израда обуће захтевала је вештину и стрпљење. Алат сваког кундурџије чинили су чекићи, дрвени калупи и неколико врста ножева, клешта и маказа. Кундурџије су некада правиле разне врсте ципела (кондура), од папуча и нанула до свих других врста обуће. Разликовале су се кондуре прављене за село и град. За град је, због калдрме, израђивана обућа са дрвеним ђоном, док је обућа која се носила на селу морала бити издржљивија, те је најчешће поткивана металним плочама. 
Део основног посла кондурџије у изради пара ципела подразумевао је узимање мере стопала и одабир одговарајућег модела ципеле за  муштерију. На основу величине стопала затим се бирао одговарајући дрвени калуп око кога се потом правила ципела. Доњи и горњи део ципеле, ђон и лице, у почету су израђивани од чисте коже. Прво се шило лице, а потом се ручно на њега нашивао ђон. Тако је први део у процесу израде пара ципела подразумевао израду горњег дела од посебно одабраних комада коже, која је вештим потезима сечена , те спајана и пажљиво обрађивана. Затим су урезиване рупе у које су уметани метални прстенови за пертле. На крају је, овако израђено лице, спајано са одговарајућим ђоном, те се тако заокружавао процес рада. Последња фаза у изради пара ципела била је њихово глачање и чишћење. Осим израде, кондурџије су вршиле и оправку и одржавање обуће.
Негде до XIX века носиле су се шивене кондуре, папуче и нануле, а тек касније и коване ципеле.